# Porsche 989
Porsche 989 — прототип 4-дверного четырёхместного автомобиля компании Porsche, предвосхитивший появление Porsche 970 Panamera.
Дизайнерскому проекту 4-дверного Porsche предшествовали многочисленные аналитические и маркетинговые исследования. Помимо решения чисто технических задач требовалось сохранить преемственность поколений — единый, выработанный десятилетиями стиль. Автомобиль с индексом 989 рассматривался не как модернизация, а вполне самостоятельная модель в модельном ряду компании Porsche.
Повторное изучение автомобильного рынка показало, что спрос на 4-дверный Porsche снижается. По этой причине руководство компании временно отказалось от работы по созданию 4-дверного автомобиля.
Длина автомобиля составляет около 4,5 метров. Казалось, что для размещения в кузове 4 дверей необходимо ещё увеличить его габариты. Но дизайнеры поступили иначе. Они изменили наклон лобового стекла так, что капот укоротился почти на 200 мм, а заднюю часть автомобиля сделали более вертикальной. Полезный объём салона увеличился, и образовалось пространство для полноценного заднего ряда сидений и дополнительных дверей. Сзади даже осталось место для традиционного фирменного спойлера. Автомобиль имеет восьмицилиндровый V-образный двигатель мощностью в 300 л. с. Скорость 100 км/ч автомобиль развивает за 6 секунд.